# 加古川市立総合体育館
加古川市立総合体育館（かこごわしりつそうごうたいいくかん）は、兵庫県加古川市の加古川運動公園にある市立体育館である。

## 概要
PFI方式による事業として、2005年4月にオープンした。（株）加古川運動公園市民スポーツサービスが運営し、2009年から神鋼不動産（株）などが指定管理者として管理に当たっている。2009年度の利用者数は12万人を超える。

## 施設
- スポーツアリーナ
  - 面積 - 2,600m2 （65m×40m）
  - 利用可能数 - バレーボール 3面など
  - 観客席 - 固定席 1,800人
- コミュニティアリーナ
  - 面積 - 1,200m2 （40m×30m）
- トレーニングジム
- 市民クラブルーム
- キッズルーム
- 研修室
- ランニングコース 250m
- 駐車場 - 約500台

## 主な大会・イベント
2006年に開催されたのじぎく兵庫国体では、バレーボールやハンドボールの会場として使用された。
バスケットボール・B.LEAGUEの神戸ストークスや、バレーボール・V.LEAGUEのJTマーヴェラスがホームゲームを開催している。かつては久光スプリングスがホームゲームを開催していた。また、日本バスケットボールリーグのパナソニックトライアンズのホームゲームも開催されている。
ボクシングでも2006年の全日本女子アマチュア大会の会場となった他、毎年9月には「アサヒチャレンジグローブ」と呼ばれるオープン大会が開かれる。

## 関連施設
- 加古川運動公園陸上競技場

## 交通アクセス
- JR神戸線加古川駅または宝殿駅からバス、「西脇」下車徒歩15分[7]。